# John Gordon Mein
John Gordon Mein (n. Kentucky, EE. UU. 10 de septiembre de 1913 – Ciudad de Guatemala, Guatemala, 28 de agosto de 1968) fue un diplomático estadounidense.  Fue embajador de los Estados Unidos en Guatemala, en donde fue asesinado durante un intento de secuestro. Nació en Kentucky y era hijo de misioneros; pasó gran parte de su juventud en Latinoamérica. El conocía esta región y su cultura muy bien. 
Tenía un grado en leyes de la Universidad de George Washington y principió su carrera con el Departamento de Agricultura de los Estados Unidos. En 1941 se unió al Departamento de Estado y tuvo comisiones en Río de Janeiro, Roma, Oslo, Yakarta y Manila. Era casado y tenía tres hijos.

## Biografía
Mein fue Embajador Extraordinario y Plenipotenciario de los Estados Unidos en Guatemala entre 1965 y 1968, durante la Guerra Civil de Guatemala. Fue asesinado por miembros de las Fuerzas Armadas Rebeldes (FAR) a pocas cuadras del consulado de los Estados Unidos en la Avenida La Reforma en Ciudad de Guatemala el 28 de agosto de 1968. Oficiales norteamericanos creen que las FAR intentaron secuestrar al embajador para utilizarlo en un canje de prisioneros, pero lo mataron cuando el embajador quiso escapar.

## Situación en Guatemala durante su misión diplomática
Desde 1966, con la toma de posesión del gobierno civil del licenciado Julio César Méndez Montenegro, se iniciaron los crímenes políticos en Guatemala; para 1968, se habían producido más de dos mil asesinatos en el país producto del enfrentamiento entre la guerrilla izquierdista y los comandos de la extrema derecha.  Estas campañas terroristas y antiterroristas prácticamente habían paralizado al país, y ambas querían derrocar al débil gobierno de Méndez Montenegro. En enero de 1968, Gordon Mein otorgó medallas póstumas a dos asesores militares que habían sido miembros del cuerpo diplomático estadounidense acreditado en Guatemala: el coronel John D. Webber y el Comandante Ernest A. Mundo, quien fueron asesinados por la guerrilla guatemalteca en represalia por el secuestro y asesinato de la activista guerrillera y ex-Miss Guatemala Rogelia Cruz Martínez.

## Muerte

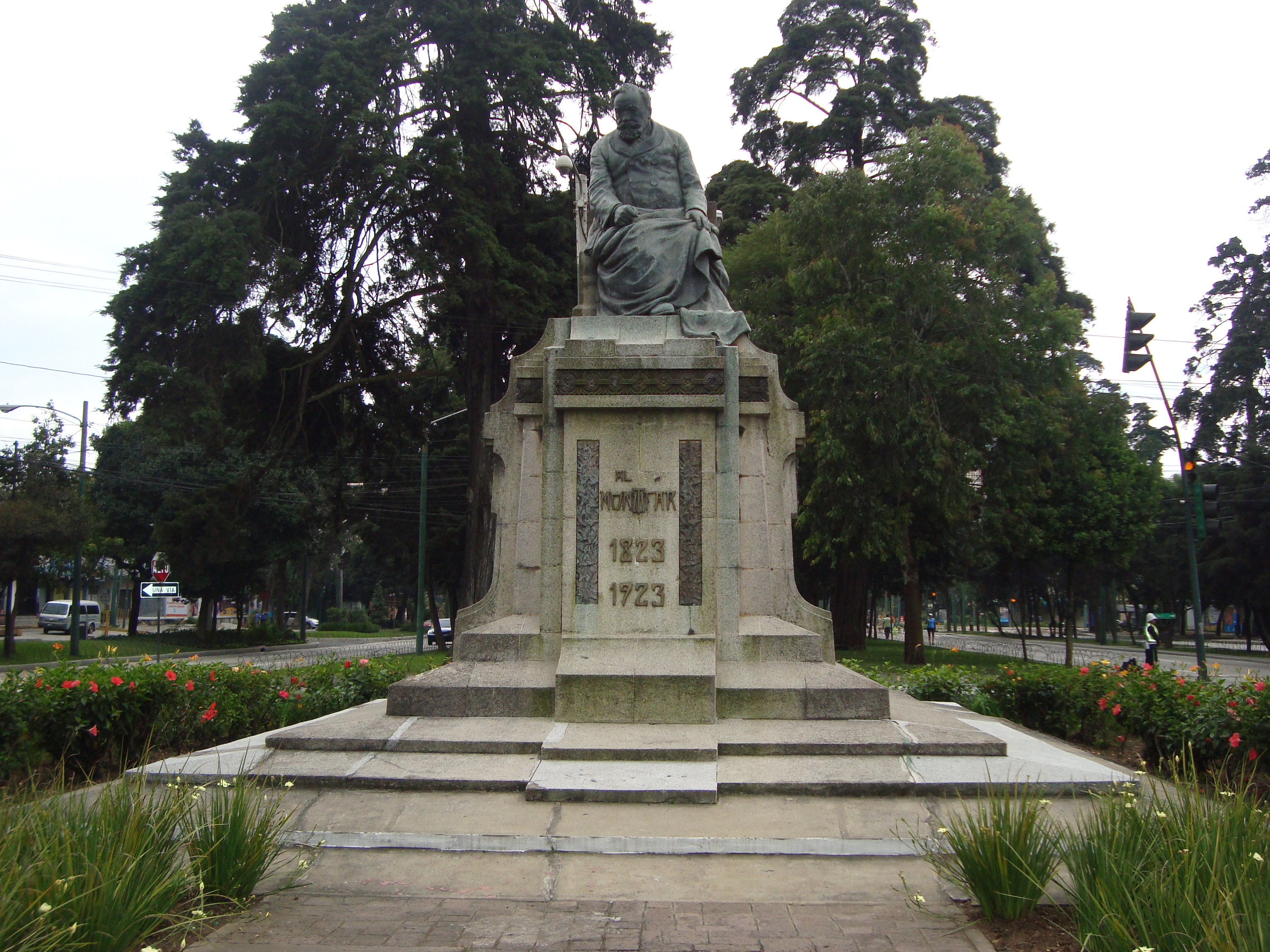
Monumento erigido al doctor Lorenzo Montúfar con motivo del centenario de su nacimiento en 1923; obra del escultor guatemalteco Rafael Rodríguez Padilla. El embajador Gordon Mein murió al pie de este monumento.

En 2003, el entonces embajador de Estados Unidos en Guatemala, John Hamilton, describió el asesinato de su colega John Gordon Mein de la siguiente manera: «Eran las 3:30 de la tarde. El Embajador, de 54 años, iba de regreso a la Embajada después de participar en un almuerzo ofrecido por el entonces Ministro de Relaciones Exteriores, Emilio Arenales Catalán. Estaba a sólo unas diez calles de la Embajada. En lo que parece haber sido un frustrado intento de secuestro, su carro fue detenido sobre la Avenida de la Reforma por dos autos que le bloquearon el paso. Dos hombres salieron del carro que paró frente al suyo, y le ordenaron que saliera y que subiera a uno de los vehículos. El Embajador empezó a correr y le dispararon. Los atacantes huyeron del lugar.»
De acuerdo a los reportes de la Comisión para el Esclarecimiento Histórico de las Naciones Unidas, en ese entonces en la Ciudad de Guatemala el capitán guerrillero que dirigía la «Resistencia de la Ciudad», Ramiro Díaz, tenía las posiciones más radicales dentro de las FAR.  Cuando el comandante Camilo Sánchez fue capturado por las fuerzas de seguridad, Ramiro Díaz quiso aprovechar el momento no solamente para liberarlo, sino que también para dar un golpe espectacular y demostrarle a los altos mandos de las FAR que era en la ciudad en donde debería estar la dirección de las FAR.  Gordon Mein acababa de salir de una reunión con el entonces canciller guatemalteco, licenciado Emilio Arenales Catalán, cuando los miembros de las FAR intentaron secuestrarlo; cuando opuso resistencia, fue asesinado.
Está enterrado en el Cementerio Rock Creek en Washington, DC, Estados Unidos.